# حمیری (قصرقند)
حمیری، روستایی در دهستان حمیری بخش ساربوک شهرستان قصرقند در استان سیستان و بلوچستان ایران است. این روستا، مرکز دهستان حمیری است.
نماینده دوره پنجم مجلس شورای اسلامی شهرستان چابهار (محمد شریف فتوحی) از همین روستا بوده‌است.

## جمعیت
بر پایه سرشماری عمومی نفوس و مسکن در سال ۱۳۹۵، جمعیت این روستا برابر با ۲٬۲۳۶ نفر (۵۸۰ خانوار) بوده‌است.